# Hector (Minnesota)
Hector ist eine Kleinstadt (mit dem Status „City“) im Renville County im US-amerikanischen Bundesstaat Minnesota. Das U.S. Census Bureau hat bei der Volkszählung 2020 eine Einwohnerzahl von 1.012 ermittelt.

## Geografie
Hector liegt im mittleren Südwesten Minnesotas auf 44°44′38″ nördlicher Breite und 94°42′56″ westlicher Länge. Die Stadt erstreckt sich über eine Fläche von 4,04 km².
Benachbarte Orte von Hector sind Cosmos (21,9 km nördlich), Buffalo Lake (8,8 km östlich), Fairfax (25,3 km südlich) und Bird Island (15,2 km westlich).
Die nächstgelegenen größeren Städte sind Minneapolis (134 km östlich), Minnesotas Hauptstadt Saint Paul (146 km in der gleichen Richtung), Rochester (242 km ostsüdöstlich), Iowas Hauptstadt Des Moines (453 km südsüdöstlich), Omaha in Nebraska (472 km südsüdwestlich), Sioux Falls in South Dakota (259 km südwestlich) und Fargo in North Dakota (331 km nordwestlich).

## Verkehr
Im Stadtgebiet von Hector kreuzt der von West nach Ost verlaufende U.S. Highway 212 die Minnesota State Route 4. Alle weiteren Straßen sind untergeordnete Landstraßen, teils unbefestigte Fahrwege oder innerörtliche Verbindungsstraßen.
In West-Ost-Richtung führt eine Eisenbahnstrecke der Twin Cities and Western Railroad durch das Stadtgebiet von Hector.
Mit dem Hector Municipal Airport befindet sich im südlichen Stadtgebiet ein kleiner Flugplatz. Der nächste Großflughafen ist der Minneapolis-Saint Paul International Airport (131 km östlich).

## Geschichte
Im Jahr  1878 wurde Hector mit dem Bau der Eisenbahn gegründet. 1881 wurde der Ort aus der 1874 gebildeten Hector Township herausgelöst und als Village of Hector inkorporiert.

## Demografische Daten
Nach der Volkszählung im Jahr 2010 lebten in Hector 1151 Menschen in 513 Haushalten. Die Bevölkerungsdichte betrug 284,9 Einwohner pro Quadratkilometer. In den 513 Haushalten lebten statistisch je 2,24 Personen.
Ethnisch betrachtet setzte sich die Bevölkerung zusammen aus 96,9 Prozent Weißen, 0,6 Prozent Asiaten sowie 2,3 Prozent aus anderen ethnischen Gruppen; 0,3 Prozent stammten von zwei oder mehr Ethnien ab. Unabhängig von der ethnischen Zugehörigkeit waren 5,7 Prozent der Bevölkerung spanischer oder lateinamerikanischer Abstammung.
23,8 Prozent der Bevölkerung waren unter 18 Jahre alt, 56,0 Prozent waren zwischen 18 und 64 und 20,2 Prozent waren 65 Jahre oder älter. 51,1 Prozent der Bevölkerung war weiblich.

Das mittlere jährliche Einkommen eines Haushalts lag bei 42.917 USD. Das Pro-Kopf-Einkommen betrug 24.938 USD. 9,8 Prozent der Einwohner lebten unterhalb der Armutsgrenze.